# Мука (ТВ филм)
„Мука” је хрватски ТВ филм из 1994. године. Режирали су га Берислав Макаровић и Радован Марчић а сценарио је написан по делу Франић Водарић Цресанина. 

## Улоге
| Глумац           | Улога            |
| ---------------- | ---------------- |
| Божидар Бобан    | Каифа            |
| Денис Бризић     | Симун Губави     |
| Миљенко Брлечић  | Јуда             |
| Драган Деспот    | Петар            |
| Давор Јурешко    | Центурион        |
| Ален Ливерић     | Ђаво             |
| Дубравка Милетић | Марија           |
| Ведран Мликота   | Исус из Назарета |
| Луциано Николић  | Фарисеј          |

Остале улоге  ▼
| Глумац          | Улога            |
| --------------- | ---------------- |
| Галиано Пахор   | Пилат            |
| Ксенија Пајић   | Марија Магдалена |
| Борис Шегота    | Фаризеј          |
| Славко Шестак   | Ируд             |
| Филип Шоваговић | Иван             |
| Круно Валентић  | Лазар            |